# Bursztynowa Komnata

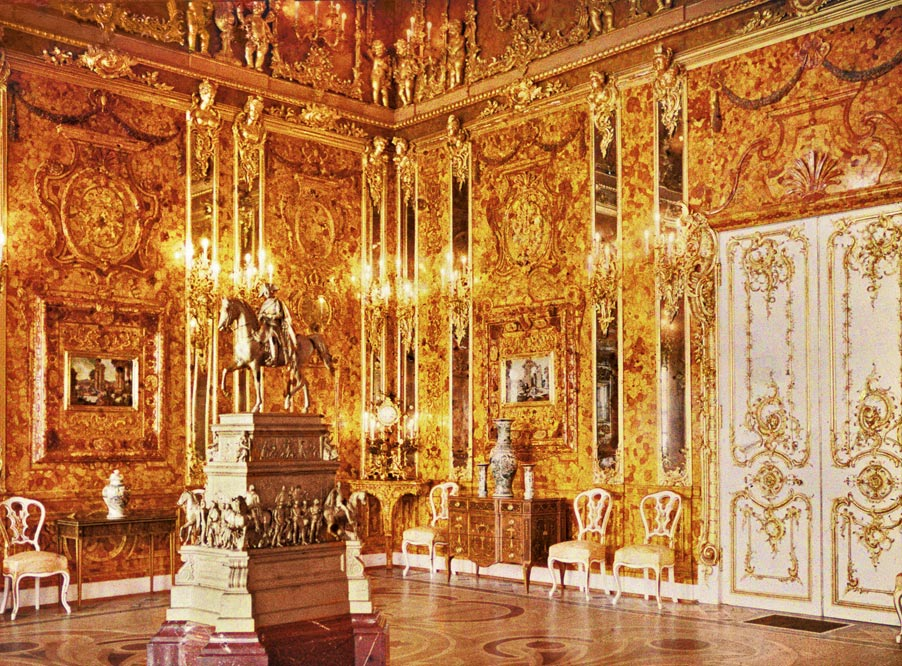
Oryginalna Bursztynowa Komnata w 1917 (autochrom)

Bursztynowa Komnata – kompletny bursztynowy wystrój komnaty z XVIII wieku zamówiony przez Fryderyka I u gdańskich mistrzów. W ciągu kilkudziesięciu lat, jakie upłynęły od jego zaginięcia bądź zniszczenia, stała się symbolem zaginionego skarbu.

## Historia
W 1701 Fryderyk I Hohenzollern zamówił wykonanie bursztynowego wystroju gabinetu w swoim podberlińskim pałacu Charlottenburg u mistrza bursztyniarskiego z Gdańska, Andreasa Schlütera. Pierwszym z realizatorów dzieła był Gottfried Wolfram, który zawodu również uczył się w Gdańsku. Dwaj następni wykonawcy – mistrzowie gdańskiego cechu – Gottfried Turau i Ernest Schacht doprowadzili do końca zamysł Schlütera. Prace nad tym trwały jedenaście lat. Dzieło było imponujące: ściany pokoju o wymiarach 10,5 × 11,5 m pokrywały precyzyjnie dobrane i obrobione kawałki bursztynu. Tworzyły płaskorzeźby, herby itp. W 1716 car Piotr I Wielki w czasie wizyty w Prusach, zachwycony arcydziełem, otrzymał je w podarunku od Fryderyka Wilhelma jako dowód przyjaźni i potwierdzenie zawartego sojuszu. Dar trafił do Petersburga – najpierw do Pałacu Letniego, a później Zimowego. Od 1743 gabinet rozbudowywano – m.in. dodano kandelabry, lustra, a także meble. W 1755 carowa Elżbieta przeniosła komnatę do pałacu w Carskim Siole.

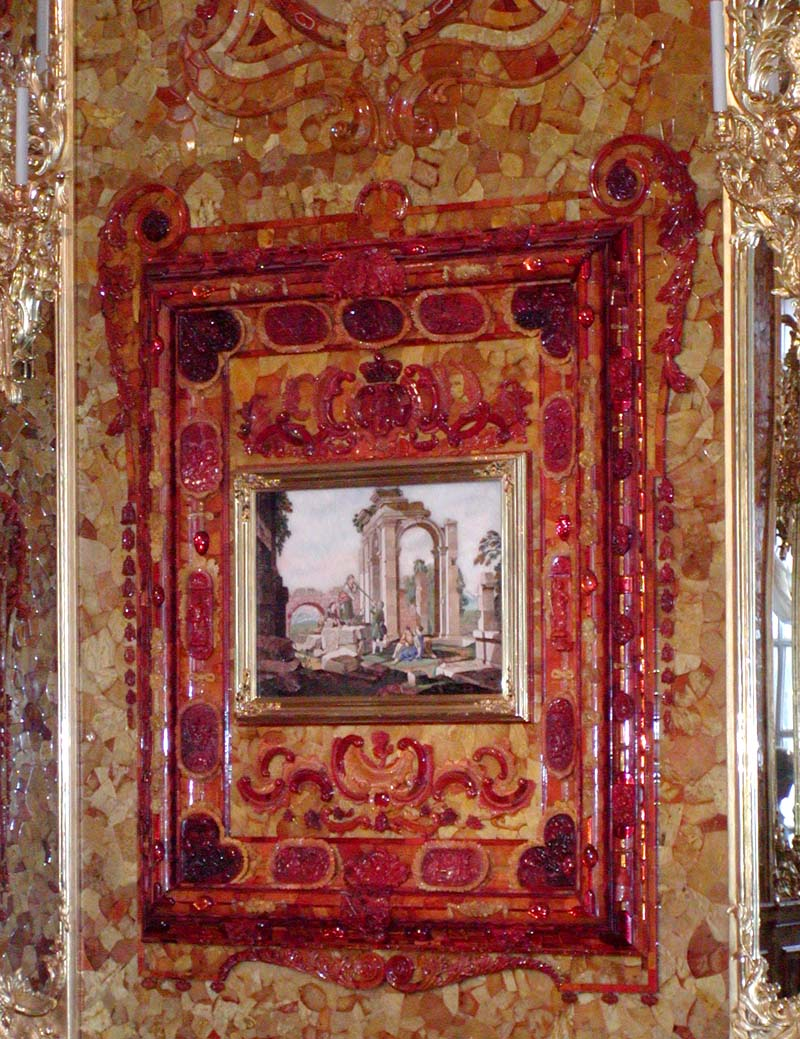
Fragment kopii Bursztynowej Komnaty w Carskim Siole

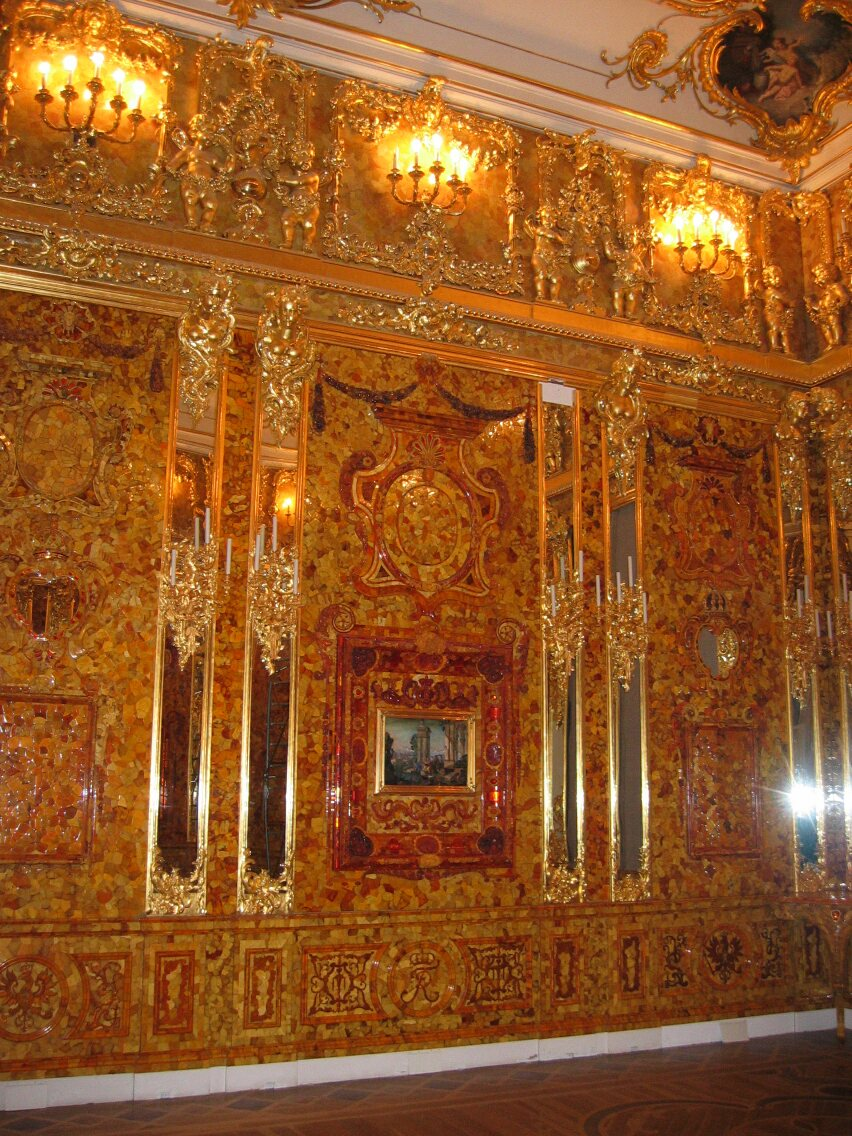
Fragment kopii Bursztynowej Komnaty w Carskim Siole

W 1941 została zrabowana przez Niemców. Latem następnego roku przewieziono ją w kilkudziesięciu skrzyniach do królewieckiego zamku. Jednak w 1944 komnatę ponownie zapakowano do skrzyń i umieszczono w zamkowych podziemiach. To ostatnia pewna wiadomość na temat Bursztynowej Komnaty.
Armia Czerwona zdobyła królewiecką twierdzę 9 kwietnia 1945. Bursztynowej Komnaty nie odnaleziono. Rosjanom udało się natomiast zatrzymać kustosza zamkowego muzeum w Królewcu, który jednak zaginął lub zmarł wkrótce w niewyjaśnionych okolicznościach. Natomiast po latach do polskiego więzienia trafił również Erich Koch, gauleiter Prus Wschodnich, który zapewne zlecił jej demontaż, wywiezienie lub ukrycie. Prawdopodobnie nadzieja na uzyskanie od niego informacji o Komnacie sprawiła, że mimo skazania go na karę śmierci uniknął egzekucji (zmarł w 1986 w więzieniu w Barczewie).

## Poszukiwania
Bursztynowej Komnaty szukały przez lata tysiące amatorów, urzędnicy ministerstw kultury Polski, Niemiec (tak Wschodnich jak i Zachodnich) i ZSRR, oraz służby specjalne. Zatrudniano nawet radiestetów i jasnowidzów.
Skrzyń z bursztynem poszukiwano na niemieckim statku MS „Wilhelm Gustloff”, zatopionym na Bałtyku 30 stycznia 1945. Jedna z pogłosek mówi także, że była ona przewożona w samolocie, który spadł do jeziora Resko Przymorskie koło Rogowa.
Niewykluczone, że bursztynowe arcydzieło strawił ogień podczas pożaru królewieckiego zamku, zbombardowanego przez alianckie samoloty, bądź też podczas oblężenia przez Armię Czerwoną w okresie luty-kwiecień 1945.

## Odtworzenie
Obecnie w pałacu Katarzyny w Carskim Siole znajduje się kopia zaginionej Bursztynowej komnaty ukończona w 2003 r.
Prace nad rekonstrukcją komnaty rozpoczęto w 1979 i prowadzono je na podstawie zachowanych źródeł: zdjęć i dokumentów. Sprawiła wiele problemów. Bursztyn ma wiele odcieni. Ustalono, które odcienie, w której części komnaty należy zastosować. Rzemieślnicy nie wiedzieli jakim sposobem gdańscy mistrzowie przyczepiali bursztyn. Metodą prób i błędów odtworzyli go. Bursztyn jest trudnym materiałem do obróbki, a nadanie mu pożądanego kształtu jest bardzo żmudne i pracochłonne.
Dyrektorem i kierownikiem artystycznym zespołu, który przeprowadził rekonstrukcję Bursztynowej komnaty, był Aleksandr Żurawlow. 
Kopia Bursztynowej Komnaty kosztowała 11,35 mln dolarów, a w jej uroczystym otwarciu podczas obchodów trzechsetlecia Petersburga brali udział m.in. Władimir Putin, Gerhard Schröder i George Bush.